# Cantonul Saint-Germain-lès-Corbeil
Cantonul Saint-Germain-lès-Corbeil este un canton din arondismentul Évry, departamentul Essonne, regiunea Île-de-France, Franța.

## Comune
| Comune                    | Populație (1999) | Cod poștal | Cod INSEE   |
| ------------------------- | ---------------- | ---------- | ----------- |
| Étiolles                  | 3.073 hab.       | 91450      | 91 2 32 225 |
| Morsang-sur-Seine         | 510 hab.         | 91250      | 91 2 32 435 |
| Saint-Germain-lès-Corbeil | 7.174 hab.       | 91250      | 91 2 32 553 |
| Saint-Pierre-du-Perray    | 8.350 hab.       | 91280      | 91 2 32 573 |
| Saintry-sur-Seine         | 5.093 hab.       | 91250      | 91 2 32 577 |
| Soisy-sur-Seine           | 7.048 hab.       | 91450      | 91 2 32 600 |
| Tigery                    | 2.757 hab.       | 91250      | 91 2 32 617 |